# Jur nad Hronom
Jur nad Hronom (in ungherese Garamszentgyörgy) è un comune della Slovacchia facente parte del distretto di Levice, nella regione di Nitra.